# Franco Costabile
Francesco Antonio Costabile (Sambiase, 27 agosto 1924 – Roma, 14 aprile 1965) è stato un poeta ermetico italiano.

## Biografia
Franco Costabile nacque in Calabria, a Sambiase (ora parte del comune di Lamezia Terme) il 27 agosto del 1924. Sua madre, Concetta Immacolata Gambardella, era casalinga ma appartenente a una famiglia borghese di commercianti amalfitani. Pochi anni dopo la sua nascita, suo padre, Michelangelo Francesco Pietro Costabile, abbandonò moglie e figlio per trasferirsi in Tunisia a Sfax e dedicarsi all' apprendimento delle lingue. Nel 1930 la madre tentò invano di riunire la famiglia recandosi dal padre in Tunisia insieme al piccolo Franco per convincerlo a tornare insieme. L'esperienza segnò profondamente il poeta che per questo dolore scriverà la sua prima poesia "Vana Attesa", pubblicata poi nel 1939.
Dopo aver conseguito il diploma di maturità classica, Costabile si iscrisse alla Facoltà di Lettere, dapprima a Messina e poi - dal 1946 - a Roma, dove si laureò con una tesi in paleografia. In questo periodo conobbe Giuseppe Ungaretti, suo professore di Letteratura Contemporanea e con lui instaurò un forte legame di amicizia. 
A quel periodo risalgono anche le amicizie con Raffaello Brignetti ed Elio Filippo Accrocca. A partire dal 1950 Costabile cominciò ad insegnare in vari licei e istituti tecnici, e collaborò con diverse riviste.
Nel 1953 ci fu il matrimonio con la sua allieva Mariuccia Armao, dalla quale ebbe due figlie: Olivia, nata nel 1955, e Giordana, del 1957. 
Alcuni anni dopo, sua moglie se ne andò a Milano portando con sé le due bambine: è un secondo distacco che Costabile visse come un secondo abbandono familiare. È anche in questi anni che si verificò la netta rottura dei rapporti con suo padre, mentre sua madre morì di lì a poco, nel 1964, affetta da un male incurabile.
Costabile morì suicida il 14 aprile 1965, a quaranta anni, nella sua abitazione romana, per inalazione di gas. Lasciò le sue ultime poesie all'amico Enotrio Pugliese. Tra queste rientra "Qualcosa": “Qualcosa / deve pure cambiare / coi libri / con le macchine / con le stelle che aspettano. / Qualcosa / deve invece ripetersi / rassomigliare”. 
Nel 1966, un anno dopo, i suoi amici romani pubblicarono un ricordo commosso sull'«Europa letteraria», in cui si dice che quello di Costabile è un «suicidio di protesta» e presentarono testi e versi inediti a lui dedicati di Ungaretti, incisi poi sulla sua tomba. 
Giuseppe Ungaretti, stretto al poeta da un legame di amicizia, scrisse questi versi in occasione della sua morte, ora trascritti come epitaffio sulla sua tomba nel cimitero di Sambiase:
(Giuseppe Ungaretti)
Nel 1965 Elio Filippo Acrocca della rivista Europa Letteraria gli ha dedicato la poesia Notizia di cronaca.
Nel 1989 Giorgio Caproni, amico di Costabile fin dagli anni '50, ha dedicato al poeta calabrese una poesia, poi confluita nella raccolta postuma Res amissa.
Ne ha tenuto vivo il ricordo anche il docente e poeta Antonio Iacopetta dedicandogli una serie di studi, convegni e seminari.
In seguito è stato Filippo D'Andrea, accademico italiano, filosofo e teologo a studiare la poetica e la vita di Franco Costabile, trovando documenti e poesie inedite, raccogliendo testimonianze di amici e parenti che sono confluiti nel suo volume "Franco Costabile. I tumulti interiori di un poeta del Sud", arrivata alla terza edizione, rivisitata ed integrata. Quest'opera porta la premessa di Antonio Iacopetta che scrive evidenziando un importante ed ulteriore arricchimento della conoscenza del poeta calabrese. 
Del 2024, a taglio didattico, è "Franco Costabile: la vita e la poetica in un minilibro illustrato", per Grafichèditore: un approccio all'autore curato dal professore Francesco Polopoli. 
Nello stesso anno, in occasione del centenario della nascita del poeta, varie associazioni del territorio lametino hanno contribuito alla realizzazione di una serie di eventi in sua memoria e per la prima volta viene pubblicata da Rubbettino Editore l'opera omnia di Costabile.
Nel corso degli anni sono state intitolate a Franco Costabile una via, una scuola secondaria di I grado, una targa marmorea sulla facciata della casa natia, un Parco Letterario nel 2013, il Premio Franco Costabile attivo fino al 2008 e l’ex Teatro Politeama di Lamezia Terme nel 2015. Un monumento, "il poeta seminatore", è stato inaugurato in suo onore il 29 dicembre 2024 in Piazza 5 dicembre a Sambiase, realizzato dallo scultore Maurizio Carnevali.
Al termine del Centenario della nascita del Poeta calabrese il prof. Filippo D'Andrea ha pubblicato un secondo volume dal titolo "Franco Costabile. Il Poeta intellettuale della verità ferita" (Editore Cantagalli, Siena 2024), ulteriore approfondimento sulla vita e sulle opere compresi alcuni inediti. E a maggio del 2025 è uscito un terzo, da lui curato, dal titolo "Franco Costabile. Poeta, Saggista, Giornalista, Scrittore (Graficheditore, Lamezia Terme 2025). Gli autori degli scritti sono: Carmine Matarazzo, Sergio Tanzarella, Alberto Scerbo, Luigi Mariano Guzzo, Carmine Chiodo, Giuseppe Aiello, Fiore Isabella, Cesare Perri, Vincenzo Villella, Augusto Leone, Domenico Mete, Franca Maria Mete, Francesco Polopoli, Chiara D'Andrea, Maurizio Carnevali, Filippo D'Andrea. 

## La poetica
imposta

sul sale,

guardie di finanza

lungo la spiaggia.

È il sole,

sacramento dei pezzenti."»
(La rosa nel bicchiere e altre poesie - Franco Costabile)
Franco Costabile è considerato uno dei massimi esponenti del neorealismo del dopoguerra in Calabria, insieme a Lorenzo Calogero.
Nella poetica di Costabile si mescolano in maniera originale le suggestioni e l'essenzialità dell'ermetismo con la sensibilità per le vicende umane e sociali propria del neorealismo.
I temi trattati nelle poesie di Costabile sono il destino della Calabria nel secondo Dopoguerra, il dramma delle emigrazioni per chi parte e per chi resta, povertà, criminalità organizzata e assenza dello stato.
Nel 1950 la raccolta di poesie “Via degli ulivi”, pubblicata a sue spese, sarà recensita positivamente nella rivista romana "La via" e sarà fatta recapitare dal poeta a suo padre tramite un amico in comune. 
Nel 1961 viene pubblicata la raccolta di poesie “La rosa nel bicchiere”.  
Nel 1964 alcune poesie di Costabile vengono pubblicate nel volume “Sette piaghe d'Italia” insieme a racconti di Sciascia e altri autori. Tra queste si segnala la poesia “1861” che tratta delle conseguenze dell'Unità d'Italia sulle regioni del Sud Italia. 

## Le opere

### Raccolta di poesie
- Vana attesa, Ed Nucci, Nicastro, 1939.

- Via degli Ulivi, Quaderni di Ausonia, Siena, 1950.
- La rosa nel bicchiere, Roma, Canesi, 1961.
- Giorgio Petrocchi, Pietro Citati, Franco Costabile (a cura di), La bella età . Antologia italiana per la scuola media unificata, Garzanti, Milano 1964.
- 1861; Cammina con Dio; Il canto dei nuovi emigranti, in Carlo Bernari, Leonardo Sciascia, Lucio Mastronardi, Domenico Rea, Dante Troisi, Andrea Zanzotto, Franco Costabile, Sette piaghe d'Italia, Nuova Accademia, Milano 1964, pp. 169-186.
- Cammina con Dio (con Enotrio Pugliese), Editiones dominicae, Verona 1966.
- Il canto dei nuovi emigranti, Jaca Book, Milano 1989.
- La Rosa nel bicchiere - tutte le poesie, Rubbettino Editore, Soveria Mannelli, 2024.
- Via degli Ulivi, a cura di Pasqualino Bongiovanni, Lebeg, Roma, 2024.
- La Poesie di Franco Costabile, The Poetry of Franco Costabile, Bilingual Edition, trans. Giuseppe Aiello, Grafichéditore, Lamezia Terme, 2024.

### Narrativa
- Le notti ritrovate, a cura di Pasqualino Bongiovanni, Lebeg, Roma, 2024.

### Raccolte di inchieste e articoli
- L'anticamera della pazzia, a cura di Pasqualino Bongiovanni, Lebeg, Roma, 2024.

## Premi
- Premio di Lentini, con La rosa nel bicchiere, 1961.
- Premio Letterario Frascati, con Il canto dei nuovi emigranti, 1964.